# Matthias Hoffmann
Pour les articles homonymes, voir Hoffmann.
Matthias Hoffmann est un producteur de musique allemand dans le genre musical techno trance. Il est également connu sous les pseudonymes AC Boutsen, Brainchild et Dee. FX. 
Matthias Hoffmann s'est fait connaître principalement grâce au projet musical Cygnus X, qu'il a créé avec Ralf Hildenbeutel (de). Ralf Hildenbeutel est sorti du projet plus tard. Le projet musical a été nommé d'après l'étoile binaire X Cygnus X-1. 

## Schallbau
En 1997, avec Steffan Britzke et Ralf Hildenbeutel, il a créé le label Schallbau Produktion, où il a participé en partie à des productions d'artistes tels que Laith Al-Deen (de), Daniel Wirtz (Musiker) (de), Randy Crawford, Cargo City et Simon Collins. 

## Cygnus X.
Le Cygnus X-Single Superstring, sorti en 1993 sur le label de Francfort Eye Q Records (de), est devenu un classique de la musique transe. L'année suivante, The Orange Theme'  est l'un des morceaux de trance les plus mixé de tous les temps. 

## Autres projets
Hoffmann a également participé à des projets musicaux et a été impliqué dans des productions telles que : 
- Quincy Jones
- Sheila E.
- Metal Master (avec Sven Väth)
- Mosaïque (avec Stevie B-Zet (de) & Sven Väth)
- Odyssee Of Noises (avec Steffen Britzke, Ralf Hildenbeutel (de) et Sven Väth)
- Schallbau
- They (avec Steffen Britzke et Ralf Hildenbeutel)

## Discographie

### Cygnus X
- Superstring (1993)
- Positron (1993)
- The Orange Theme (1994)
- Hypermetrical (1995)
- Kinderlied (1995)
- Synchronism (1995)
- Turn Around (1995)
- Orange Theme (2007 Remixe) (2007)

### Remixes
- MIR – Under The Milkyway (1996)
- Baby Fox – Rain (1997)
- Art of Trance – Madagascar (1998)
- Art of Trance – Breathe (1999)
- Art of Trance –Easter Island (1999)